# Ivan Pfaff
Ivan Pfaff (6. června 1925 – 28. června 2014) byl německý historik, publicista a spisovatel českého původu.

## Život
Vystudoval na pražské a brněnské Filozofické fakultě historii a anglistiku. Po studiu pracoval v regionálních muzeích. Od října 1946 do února 1948 přispíval do tehdejších Lidovek (Svobodné noviny), v šedesátých letech do časopisů jako (Literární noviny, Kulturní noviny, Student, Orientace, Kulturní tvorba, Tvar.
Na přelomu let 1967 a 1968 byl necelého půl roku vězněn StB. Podle svědectví Bohumila Doležala se Ivan Pfaff v roce 1965 na sekretariátu Svazu čs. spisovatelů „zmocnil“ podpisových archů pod protestní peticí proti zákazu časopisu Tvář, „připsal k nim vlastní ohnivou výzvu proti komunistickému útlaku v Československu a vše poslal nic netušícímu Pavlu Tigridovi. Výzvě se dostalo na Západě velké publicity a začala se jí okamžitě zabývat StB. Ta poměrně rychle zjistila vznik pseudoiniciativy i jejího konstruktéra a pana Pfaffa zavřeli, až zčernal.“
Po srpnu 1968 odešel do NSR, kde zprvu pracoval jako vědecký stipendista různých nadací (1969–1996). Přispíval do FAZ, NZZ. Přispíval také do Tigridova pařížského Svědectví a Pelikánových římských Listů, do čtvrtletníku Proměny vydávaného v New Yorku (členem redakční rady v letech 1971–1976); zařazen do římských Studií (dvojčíslo 43–44 s titulem Básníci ve stínu šibenice).
V 80. letech pod krycím jménem „Erba“ za finanční odměnu spolupracoval se Státní bezpečností, které poskytoval informace o činnosti československého exilu zejména v Německu a Rakousku a byl využíván v diskreditačních akcích pro vyvolání vnitřních sporů uvnitř exilové ČSSD. Byl hodnocen jako spolehlivý a výkonný agent.
Od roku 1990 jeho články zveřejňovala také česká periodika jako Ateliér, Tvar, Svobodný zítřek, Sešity, Lidovky.
V devadesátých letech vstoupil do diskuse o roli Edvarda Beneše při poválečném vyhnání Němců. Byl částečně kritizován za některé – na historika emocionální – příspěvky, snažící se Benešův nacionalismus obhajovat. Na druhou stranu kritizoval jeho prosovětské „vazalství“.
Roku 1992 v Praze habilitoval, zemřel v Heidelbergu 28. června 2014.

## Citát
- „Nebyl to Stalin, ale jeho český host [Edvard Beneš], který v prosinci 1943 definoval vztahy obou zemí jako vazalství Československa … Sovětsko-československá smlouva otevřela Sovětskému svazu dveře do střední Evropy, dávno před průnikem Rudé armády do tohoto prostoru.“
v německém originále: „Es war nicht Stalin, sondern sein tschechischer Gast, der im Dezember 1943 die gegenseitigen Beziehungen beider Länder als Vasallentum der Tschechoslowakei definierte … Der Vertrag öffnete der Sowjetunion eine Tür nach Mitteleuropa, lange vor dem Durchbruch der Roten Armee in diesem Raum.“ (FAZ, 12. 12. 1993)

### Články (výběr)
- Seznam děl v Souborném katalogu ČR, jejichž autorem nebo tématem je Ivan Pfaff
- Jak tomu opravdu bylo se sovětskou pomocí v mnichovské krizi, Svědectvi, XIV, č. 56 a 57
- Prag und der Fall Tuchatschewski, Vierteljahreshefte für Zeitgeschichte 35/1987, s. 95
- Stalin und die tschechische Linkskultur – Die Kampagne gegen den Formalismus in der Kunst 1936-1938, Vierteljahrshefte für Zeitgeschichte 3/1988
- Stalins Strategie der Sowjetisierung Mitteleuropas 1935-1938. Das Beispiel Tschechoslowakei, Vierteljahreshefte für Zeitgeschichte 38/1990, s. 543
- Die Modalitäten der Verteidigung der Tschechoslowakei 1938 ohne Verbündete, Militärgeschichtliche Zeitschrift 57 (1998), s. 23-77
- Deutsche antinazistische Kultur im tschechischen Exil in den Jahren 1933-1938, Germanoslavica IX, 1/2002
- Krize české kultury po moskevských procesech / The Crisis of Czech Culture After the Moscow Trials in 1936-1938, Slovanský přehled 1/2002, ročník LXXXVIII, s. 33-57
- Jalta – dělení světa nebo legenda? Z československého zorného úhlu, Paginae historiae 10/2002, s. 108-152.
- „Weg mit der Partei!“, Die Zeit, 22.5.2003 / „Pryč se stranou!“ Archivováno 28. 9. 2007 na Wayback Machine., přeložil Milan Neubert, web SDS, 30.5.2007 – o Plzeňském povstání v roce 1953
- „Prosincový blok“ a alternativa menšinové levicové vlády v Československu 1935, Paginae historiae 11/2003, s. 138-164
- Lex Beneš a protičeská kampaň v tisku SRN, Právo 30.4.2004
- Střední Evropa – ztracený sen nebo příští realita? Pokus o výměr českého pohledu / Central Europe – the Lost Dream or the Future Reality? The Attempted Definition of the Czech Point of View, Slovanský přehled 3/2006, ročník XCII, s. 411-431
- Válka básníků (k sedmdesátému výročí španělské občanské války), Souvislosti 3/2006
- Zápas o německé divadlo v českých zemích 1934–1938, Divadelní revue 1/2007
- Zapadlá cesta za polskou revolucí, Slovanský přehled 1-2/2013, ročník XCIX, s. 15–52